# Vermont/Santa Monica (métro de Los Angeles)
Vermont/Santa Monica est une station du métro de Los Angeles desservie par les rames de la ligne B et située dans le quartier d'East Hollywood à Los Angeles en Californie.

## Localisation
Station souterraine du métro de Los Angeles, Vermont/Santa Monica est située sur une section de la ligne B à proximité de l'intersection de Santa Monica Boulevard et de Vermont Avenue, dans le quartier d'East Hollywood au nord-ouest du centre-ville de Los Angeles.

## Histoire
Vermont/Santa Monica a été mise en service le 12 juin 1999.

## Service

### Accueil

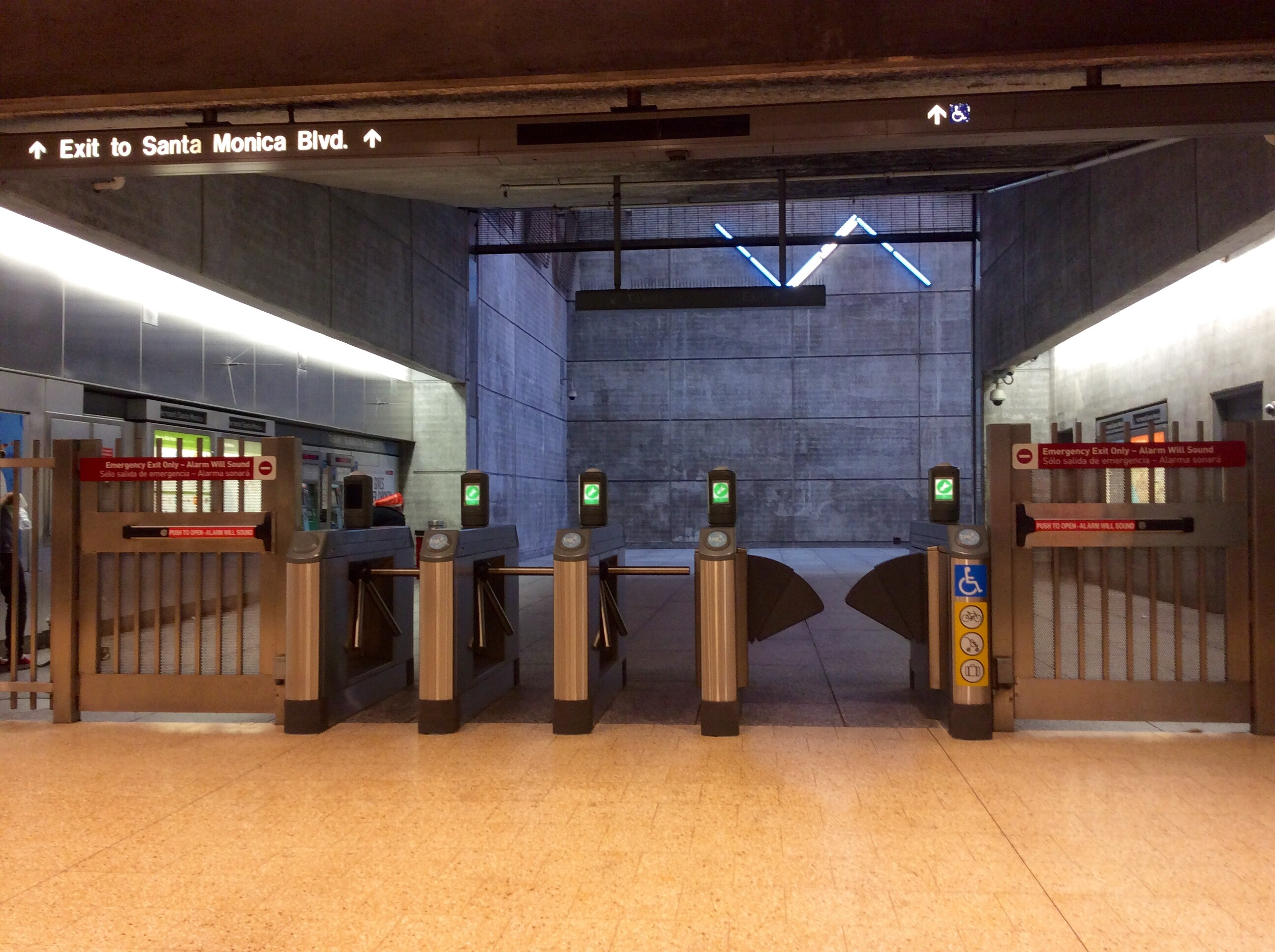
Tourniquets.
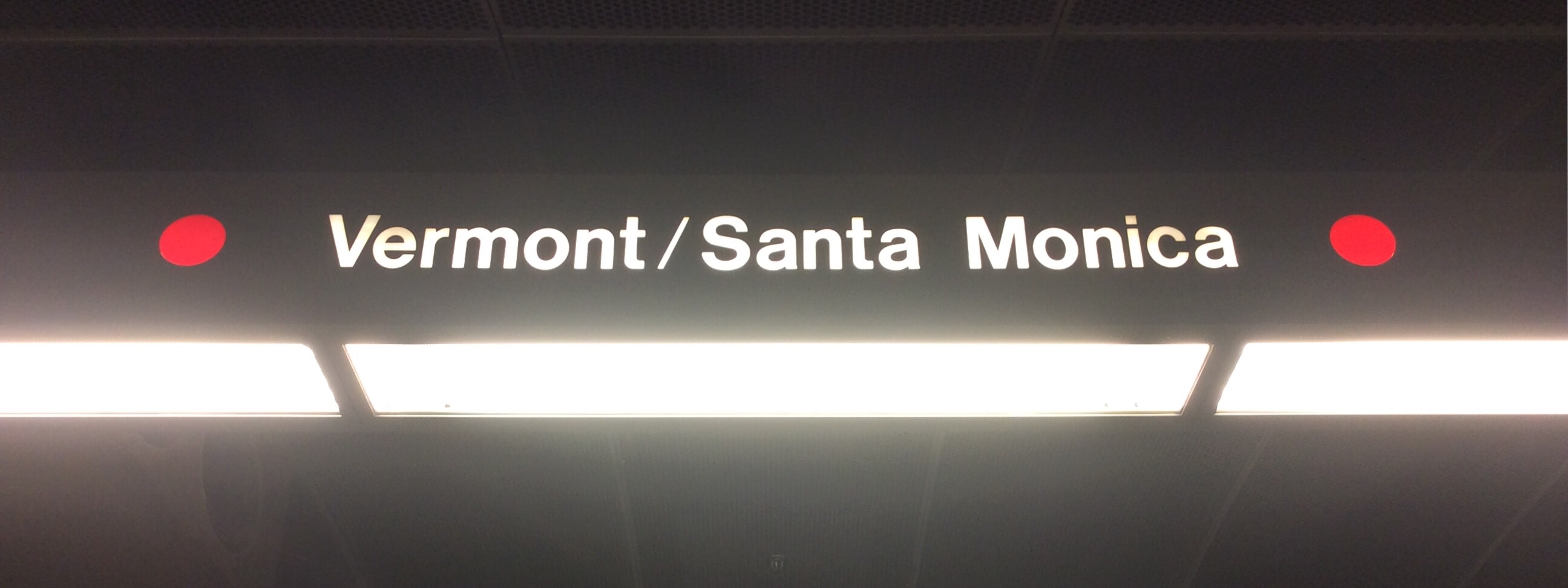
Signalétique.
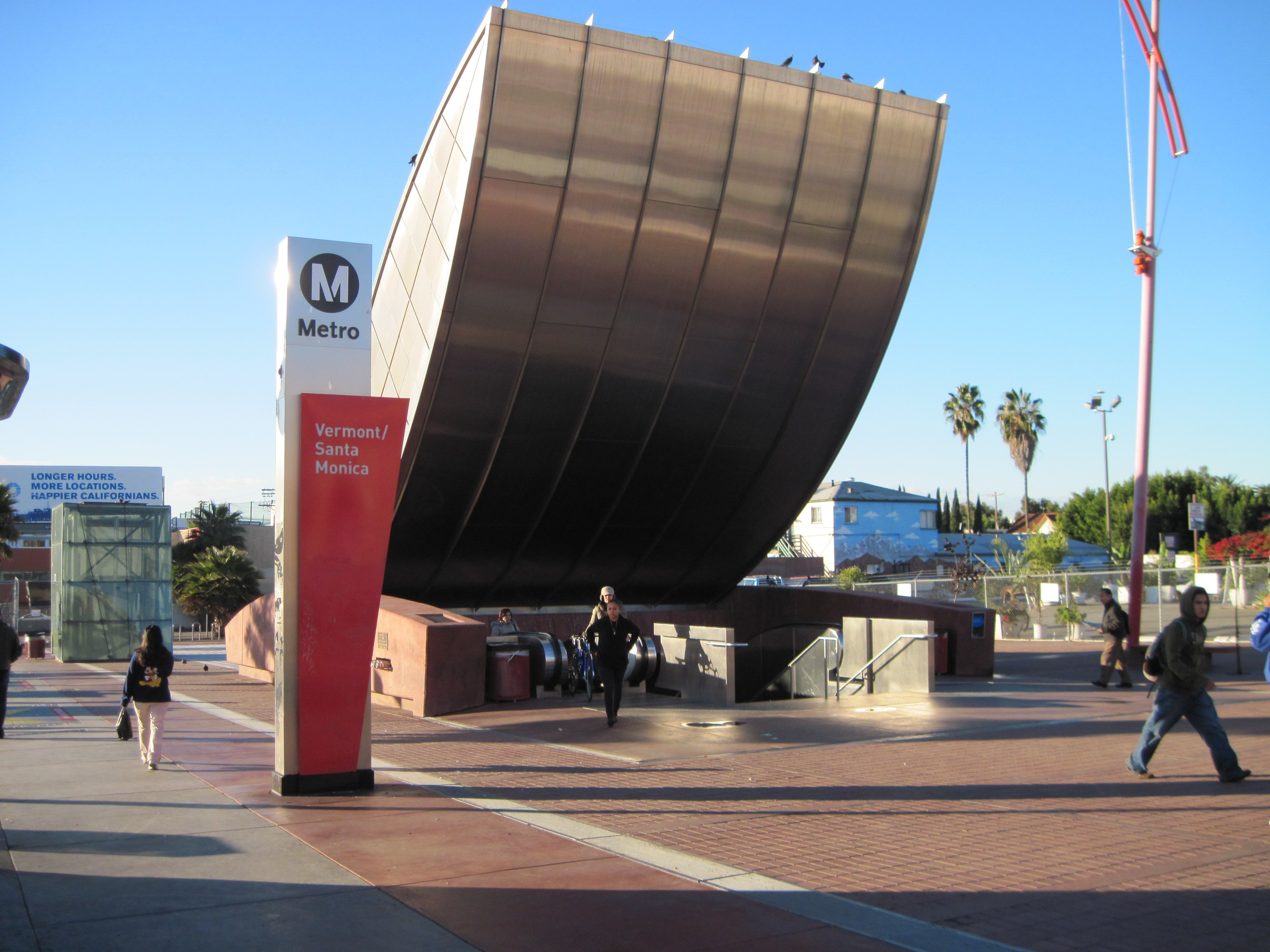
Extérieur de Vermont/Santa Monica.

### Desserte
Vermont/Santa Monica est desservie par les rames de la ligne B du métro. Située à proximité de l'U.S. Route 101, elle dessert notamment le quartier d'East Hollywood, avec le Los Angeles City College ainsi que le Braille Institute.

### Intermodalité
La station est desservie par les lignes d'autobus 4, 204, 704 et 754 de Metro.

## Architecture et œuvres d'art
La station propose plusieurs œuvres d'art public.